# カフルイ鉄道
カフルイ鉄道（カフルイてつどう、英語: Kahului Railroad）は、アメリカ合衆国ハワイ州マウイ島の中央部にかつてあった3フィート（3 ft）狭軌鉄道で、ハワイ最初の鉄道であった。

## 歴史

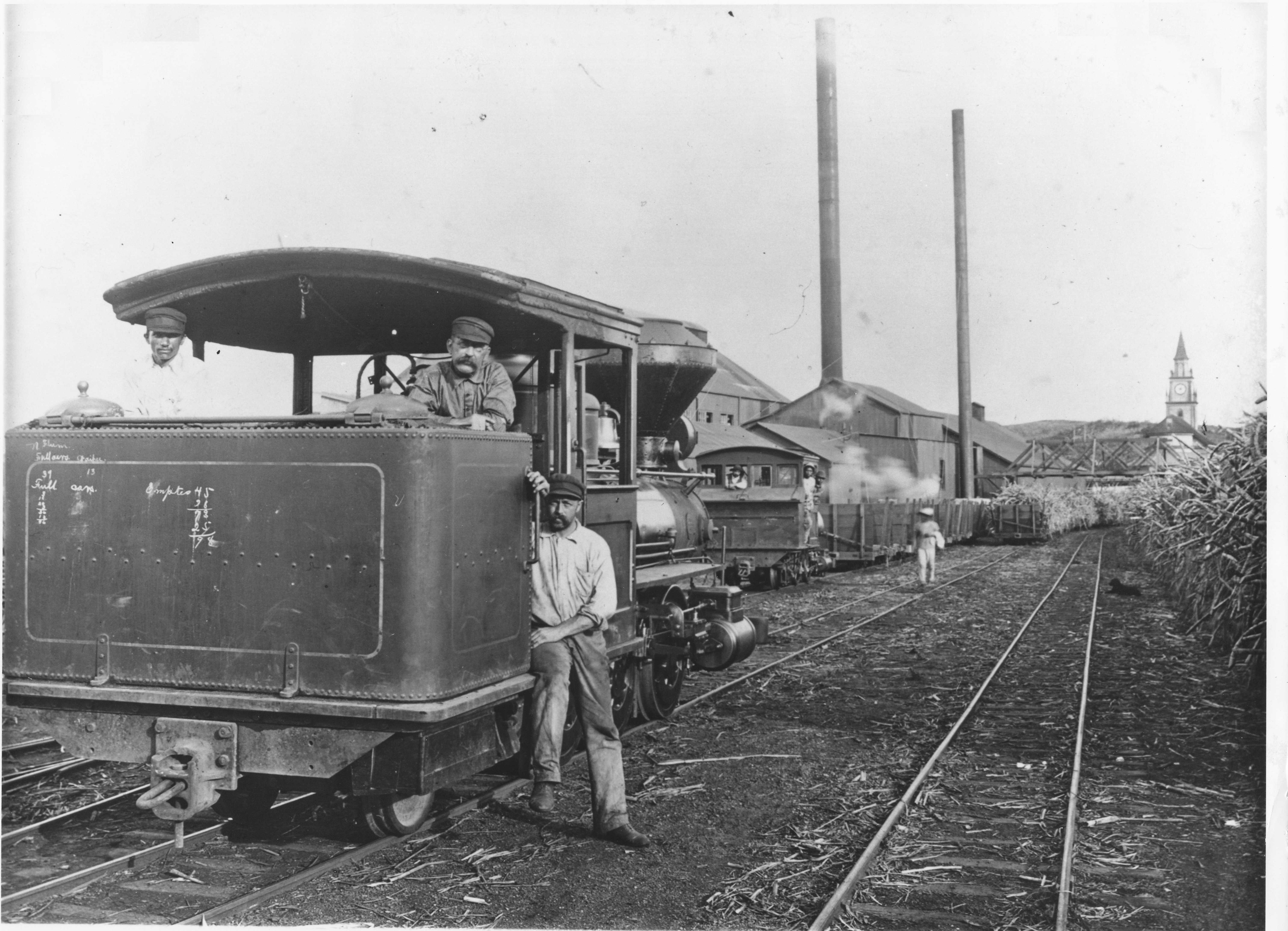
カフルイ砂糖工場の砂糖きび列車

1876年にハワイ王国がアメリカ合衆国政府と砂糖の輸入に関税をかけないとの合意をすると、ハワイの砂糖産業は大きく飛躍した。1879年にマウイ島カフルイの郵便局長のトマス・ホブロン（Thomas H. Hobron）は、ワイルクからカフルイの港へカフルイ&ワイルク鉄道（Kahului and Wailuku Railroad）を敷いた。これはハワイ王国で初めての鉄道で、月曜から金曜までのみに貨客列車が走った。翌年にはパイア（Pa'ia）まで延長されて、カフルイ鉄道（Kahuluai Railroad）と呼ばれるようになった。
1884年にはスプレッケルスヴィル（Spreckelsville）への支線ができた。1894年にハワイがアメリカ合衆国準州として併合されるまでは、郵便はアメリカ合衆国郵便公社が作ったハワイ独自の切手を使った。
1899年にはハワイ商業砂糖会社（Hawaiian Commercial & Sugar Co.）に買収された。 1906年には、カフルイ港への支線も完成した。
1913年にはさらに東へマリコ渓谷を超えてハイク（Ha'iku）、クイアハ（Kuiaha）へ延長された。これにはハワイ最も高い（230 ft＝70m）橋（長さは682 ft＝208m）を建設した。1959年からはハワイで最も長く87年も続いたの鉄道になった。1962年にハワイ商業砂糖会社はアレクサンダー&ボールドウィンに買収され、1966年には鉄道の使用は中止され、マリコ橋は解体された。軌条と鉄道車両は1970年に開通した観光用のラハイナ・カアナパリ・アンド・パシフィック鉄道（LKPRR）に使われた。

## 展示
カフルイ鉄道のかつての車両はハワイ州マウイ島プウネネにある「アレクサンダー&ボールドウィン砂糖博物館」に展示されている。
また、当時の同型のボールドウィン・ロコモティブ・ワークス製機関車Prairie (2-6-2)（type 3-foot gauge B-3-E-class oil-fueled locomotive No. 12）はアイオワ州のMidwest Central Railroadにある。

## 参照項目
- アレクサンダー&ボールドウィン
- ハワイの鉄道一覧 (List_of_Hawaii_railroads)

## 脚注

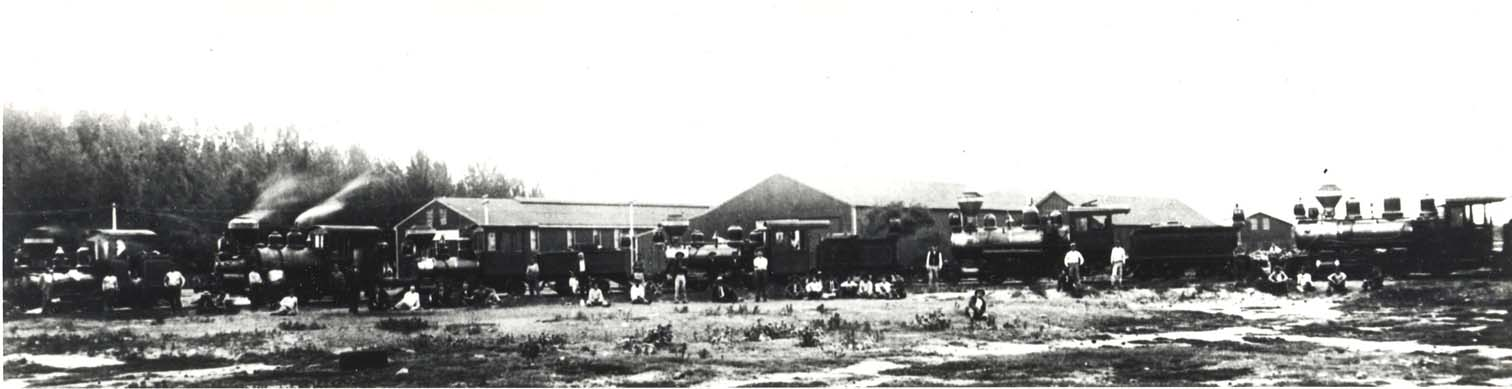
カフルイ鉄道の機関車群の威容（1911年）